# Lanuza
Lanuza là một đô thị hạng 4 ở tỉnh Surigao del Sur, Philippines. Tổng diện tích là 395,76 km², chiếm 8,7% tổng diện tích Surigao del Sur. Theo điều tra dân số năm 2000, đô thị này có dân số 10.057 người trong 1.942 hộ.
Đây là một điểm đến của những người chơi môn lướt sóng từ tháng 11 đến tháng 3.

## Các đơn vị hành chính
Lanuza được chia thành 13 barangay.
- Agsam
- Bocawe
- Bunga
- Gamuton
- Habag
- Mampi
- Nurcia
- Pakwan
- Sibahay
- Zone I (Pob.)
- Zone II (Pob.)
- Zone III (Pob.)
- Zone IV (Pob.)